# Wolodarski-Brücke
Die Wolodarski-Brücke (russisch Володарский мост, Wolodarski most) überquert die Newa in Sankt Petersburg. Sie ist von Osten her die dritte Newa-Brücke und die zweite im Stadtgebiet. 
Die Brücke wurde nach dem Revolutionär W. Wolodarski benannt, der 1918 im Gebiet der später erbauten Brücke ermordet wurde. Sie liegt zwischen der Alexander-Newski-Brücke im Nordwesten und der Großen Obuchowski-Brücke im Südosten und verbindet die Iwanowskajastraße im Westen mit der Narodnaja im Osten beziehungsweise den Moskauer Platz mit dem Stadtautobahnring KAD.